# Cheiracanthium oncognathum
Cheiracanthium oncognathum is een spinnensoort uit de familie Cheiracanthiidae.
De wetenschappelijke naam van de soort werd in 1871 gepubliceerd door Tord Tamerlan Teodor Thorell.